# Charas

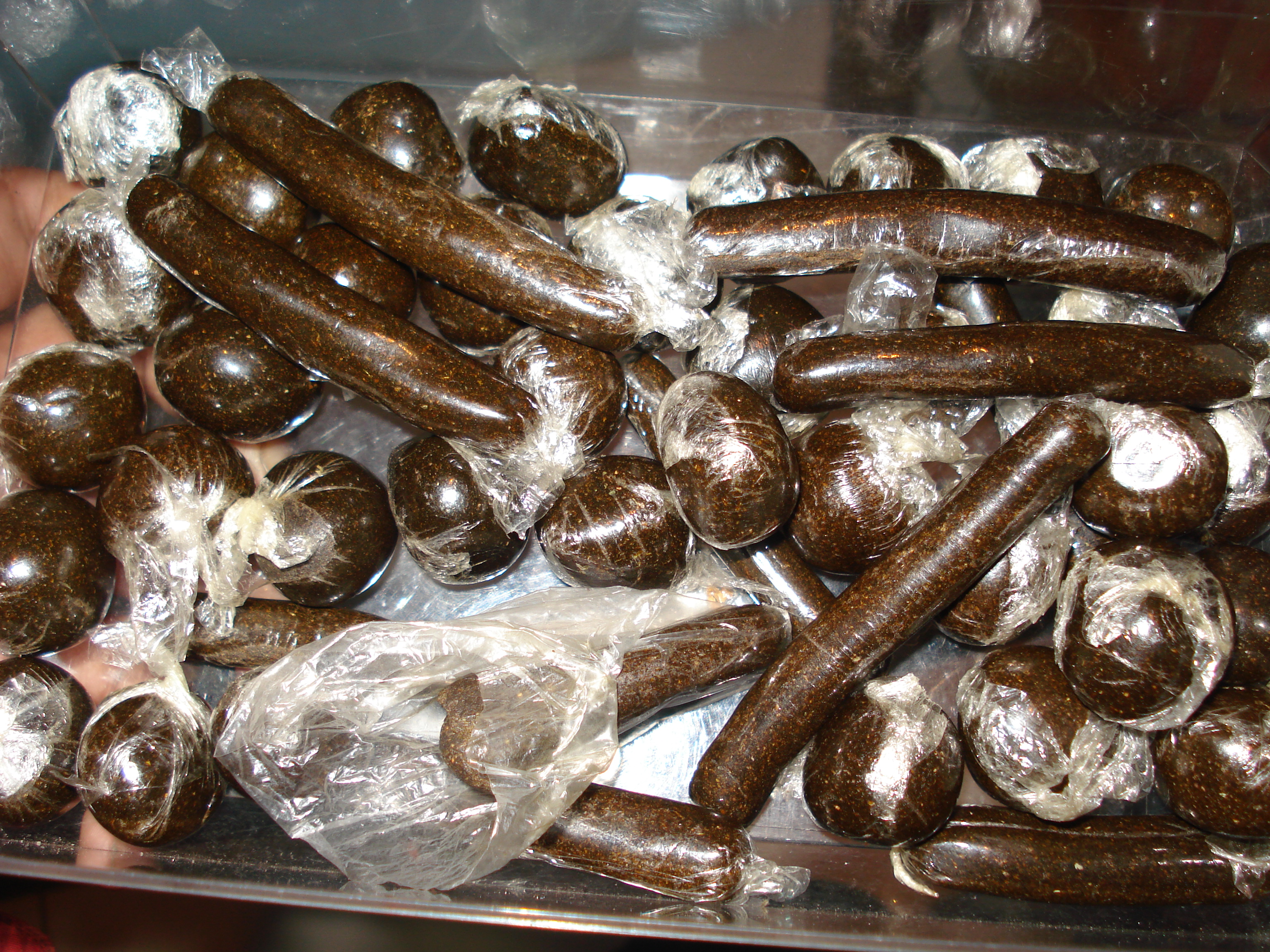
Barres i boles.

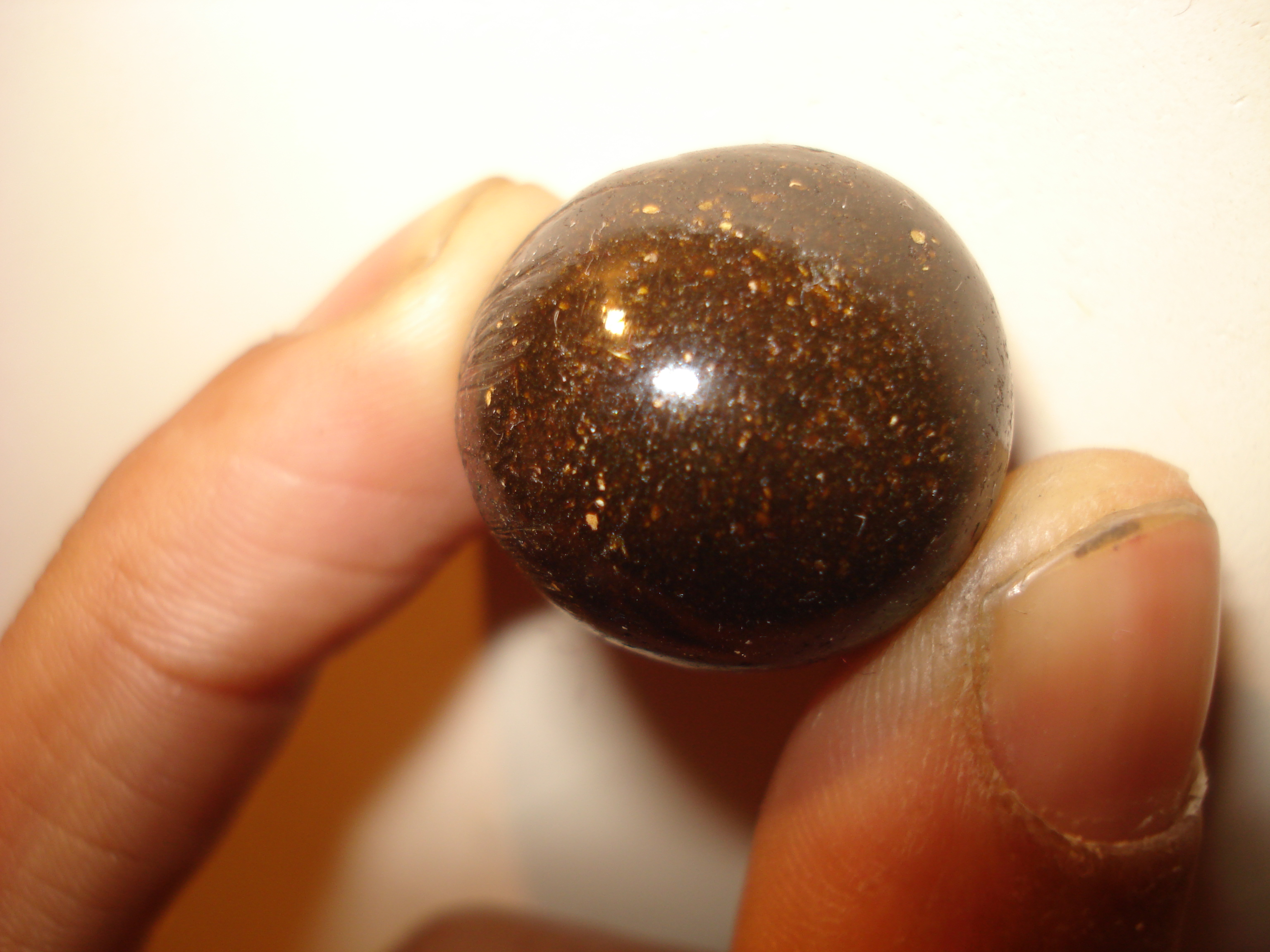
Charas de la vall de Tosh.

Charas és el nom que rep l'haixix elaborat a mà de l'Índia i Pakistan. Es fa a partir de l'extracte de la planta del cànnabis (Cànnabis índica). La planta creix de forma salvatge per tot el nord de l'Índia, Pakistan i l'Himàlaia (el seu origen putatiu) i és un important cultiu comercial per la gent del lloc.